# Гамбург, Агнесса Михайловна
Агнесса Михайловна Гамбург (18 июня 1900, Киев — 19 сентября 1979, Киев) — советский судебный медик, доктор медицинских наук, профессор, ученица профессора М. И. Райского.

## Биография
Родилась в 1900 году.
В 1918 году, после окончания женской гимназии, была призвана на курсы сестер милосердия и 2 года служила в сыпнотифозном госпитале.

### Образование
В 1920 году поступила и в 1924 году окончила медицинский факультет Саратовского университета.
В 1935 году в Иваново защитила кандидатскую диссертацию «Антигенные свойства подкожно вводимого белка при первой и повторной иммунизации».
В 1942 году в Челябинске защитила докторскую диссертацию «Судебно-медицинская экспертиза обвиняемого». В 1943 году была утверждена в ученой степени доктора медицинских наук; в 1945 году ей присвоено ученое звание профессора.

### Деятельность
После окончания университета была назначена лаборантом, а затем ассистентом кафедры судебной медицины и одновременно судебно-медицинским экспертом в районную судебно-медицинскую лабораторию по токсикологии и технике исследования вещественных доказательств.
С 1926 до 1931 годы работала младшим ассистентом кафедры под руководством крупнейшего ученого судебного медика — заслуженного деятеля науки профессора судебной медицины М. И. Райского.
В 1931 году Агнесса Михайловна принимала участие в организации Научно-исследовательского института судебной экспертизы Ивановской области и была сначала заместителем директора, а с 1933 года — директором этого института.
В 1937 году А. М. Гамбург была утверждена заведующей кафедрой судебной медицины 2-го Киевского медицинского института. Одновременно она являлась заместителем Главного судебно-медицинского эксперта Министерства здравоохранения Украинской ССР. В 1938 году она организовала кафедру судебной медицины при Киевском институте усовершенствования врачей, которой заведовала до конца своей профессиональной деятельности.
С 1942 по 1944 годы работала в Челябинске вместе с эвакуированным Киевским медицинским институтом.
Агнесса Михайловна Гамбург являлась председателем правления Киевского отделения научного общества судебных медиков и криминалистов с момента его основания (1949) и заместителем председателя правления Украинского общества; членом редакционного совета журнала «Судебно-медицинская экспертиза». Она была инициатором издания и ответственным редактором ряда сборников научных трудов, организатором многих научных съездов и совещаний на Украине.
Умерла 19 сентября 1979 года в Киеве. Похоронена в Киеве на Байковом кладбище.

### Семья
Была замужем за Юрием Сергеевичем Сапожниковым (1897—1970), судебным медиком, историком судебной медицины, профессором.